# Mendota (Illinois)
Pour les articles homonymes, voir Mendota.
La ville de Mendota est située dans le comté de LaSalle, dans l’État de l’Illinois, aux États-Unis. Sa population s’élevait à 7 372 habitants lors du recensement de 2010, estimée à 7 158 habitants en 2016.

## Histoire
Mendota a été fondée en 1853.

## Source
- (en) Cet article est partiellement ou en totalité issu de l’article de Wikipédia en anglais intitulé « Mendota, Illinois » (voir la liste des auteurs).